# Antu (Uttar Pradesh)
Antu es un pueblo y nagar Panchayat situado en el distrito de Pratapgarh en el estado de Uttar Pradesh (India). Su población es de 8504 habitantes (2011). 

## Demografía
Según el censo de 2011 la población de Antu era de 8504 habitantes, de los cuales 4333 eran hombres y 4171 eran mujeres. Antu tiene una tasa media de alfabetización del 76,85%, superior a la media estatal del 67,68%: la alfabetización masculina es del 88,15%, y la alfabetización femenina del 65,14%.